# Politec
Politec Tecnologia da Informação, ou simplesmente Politec, foi uma empresa multinacional brasileira do setor de serviços de tecnologia da informação, sua sede era em Brasília, no Distrito Federal.

## História e abrangência
A Politec foi fundada em 1970, em Goiânia, em Goiás, posteriormente, transferiu sua sede para Brasília.
Em 2011, a empresa foi adquirida pela companhia espanhola Indra Sistemas, por 100 milhões de euros.
A Politec atuava nos 27 estados brasileiros, possuía centros tecnológicos distribuídos pelo país e unidades operacionais localizadas em São Paulo, Rio de Janeiro (2 unidades), Salvador, Brasília, Fortaleza, Belo Horizonte, Curitiba, Recife, Goiânia, Maceió, João Pessoa, Aracaju e Florianópolis.
A Politec possuía mais de 5 mil funcionários quando foi vendida.

## Áreas de atuação
A Politec prestava serviços na área de Tecnologia da Informação por meio dos serviços das fábricas de software, fábricas de projetos, centro de sustentação de sistemas, centros de testes e do centro de excelência (COE). Seu portfólio de serviços incluía tecnologia de negócios (consultoria, BPO), consultoria baseada em SAP ERP, tarefas de ciclo de vida de sistemas (projeto de software, teste de software, sustentação de sistemas, transformação de sistemas legados, documentação de software), escritório de projetos (mensuração, acompanhamento, avaliação, homologação de projetos e arbitragem), suporte a ambientes (operação, produção, segurança, gestão de infraestrutura), consultoria em arquiteturas, (Business Intelligence, SOA) e distribuição e licenciamento de software.

## Público-alvo
A Politec prestava serviços a clientes em diferentes segmentos: instituições financeiras, empresas de telecomunicações, governo, empresas do setor elétrico, óleo e gás, seguradoras e indústrias, tanto no Brasil quanto no exterior.

## Prêmios e Certificados
A Politec recebeu vários prêmios e certificados, dos quais podemos destacar:

### Prêmios Nacionais
- SAP Award of Excelence - Parceiros de serviço - (SAP - 2008 e 2009).
- Empresa destaque nas categorias “Tecnologia da Informação” e “Gestão de Riscos” (B2B - 2006);
- Empresa destaque, pelo segundo ano consecutivo, em “Implantação das Melhores Práticas”, “Estratégias em Web” e “Tecnologia da Informação”(B2B - 2006).
- Melhor empresa de TI (Gazeta Mercantil – 2005).

### Prêmios Internacionais
- "Top 10 Best Performing IT Service Providers", em análise realizada pela consultoria indiana NEOIT (Revista Global Services, EUA, 2007).
- 2º lugar no ranking “Global Emerging Outsourcing Players”, de acordo com levantamento Gartner (Revista BusinessWeek – EUA/2006).[3]

### Certificações
- Capability Maturity Model Integration 5 (CMMI-5), pelo Software Engineering Institute.
- ISO 9000, pela Organização Internacional para Padronização (ISO).
- Melhoria de Processos do Software Brasileiro (MPS.BR Nível A), nas normas ISO/IEC 12207 e ISO/IEC 15504, pela Associação para Promoção da Excelência do Software Brasileiro (Softex).
- ISO 9001, em 2008, pela Organização Internacional para Padronização (ISO).
- Selo Probare, Selo de ética e maturidade, pelo Programa Brasileiro de Auto-Regulamentação (Call Center / Contact Center / Help Desk / SAC / Telemarketing).
- CMMI-ML3 (Capability Maturity Model Integration), Nível de Capacidade 3 - Definido (Maturity Level 3), obtido em 2005.
- SAP - Certified Application Management Services Provider for Brazil, pela SAP AG (Systems Applications and Products in Data Processing - Sistemas, Aplicativos e Produtos para Processamento de Dados).[4]